# Lannea
Lannea är ett släkte av sumakväxter. Lannea ingår i familjen sumakväxter.

## Dottertaxa tillLannea, i alfabetisk ordning[1]
- Lannea acida
- Lannea acuminata
- Lannea alata
- Lannea ambacensis
- Lannea angolensis
- Lannea antiscorbutica
- Lannea asymmetrica
- Lannea barteri
- Lannea chevalieri
- Lannea cinerascens
- Lannea coromandelica
- Lannea cotoneaster
- Lannea discolor
- Lannea ebolowensis
- Lannea edulis
- Lannea fruticosa
- Lannea fulva
- Lannea gossweileri
- Lannea humilis
- Lannea katangensis
- Lannea ledermannii
- Lannea longifoliolata
- Lannea malifolia
- Lannea microcarpa
- Lannea nigritana
- Lannea obovata
- Lannea rivae
- Lannea rubra
- Lannea schimperi
- Lannea schweinfurthii
- Lannea tibatensis
- Lannea transulta
- Lannea triphylla
- Lannea velutina
- Lannea welwitschii
- Lannea virgata
- Lannea zastrowiana
- Lannea zenkeri